# John Kean (homme politique canadien)
Pour les articles homonymes, voir John Kean et Kean.
John Kean (4 juin 1820-31 mai 1892), est un homme politique canadien de l'Ontario. Il est député provincial conservateur de la circonscription ontarienne de Simcoe-Est (en) de 1875 à 1879.

## Biographie
Né à Bushmills dans le comté d'Antrim sur l'actuelle Irlande, Kean arrive dans le Haut-Canada dans le comté d'Halton (en) en 1832 où ses parents étaient déjà établies depuis 1824. Installé ensuite à Brantford, il travaille sur des chantiers de construction, dans la construction de scieries et de moulins à farine. Ensuite, il se rend à Orillia en 1852. Kean sert ensuite comme préfet des cantons de Orillia et Matchedash de 1862 à 1869. Avec des partenaires, il contribue à la construction d'une grande scierie sur le rivage de la rivière Hogg à Victoria Harbour.
En 1880, il est envoyé à Fort Macleod dans les Territoires du Nord-Ouest par le gouvernement du Canada pour y construire plusieurs scieries, dont l'une à Pincher Creek. Il travaille ensuite pour le Canadien Pacific. 
Kean meurt à Lethbridge dans les Territoires du Nord-Ouest (maintenant en Alberta) en mai 1892 à l’âge de 71 ans.